# 旭区 (大阪市)
旭区（あさひく）は、大阪市を構成する24行政区のうちの一つ。

## 概要
大阪市の北東部で淀川左岸側に位置し、北に淀川、西におおさか東線（城東貨物線）、南に国道163号・都島通が隣接している。大半は住宅地として形成されているが、千林・森小路は大阪有数の千林商店街を中心に多くの商店街が連なっており、大規模な商業地が形成されている。大宮北部は大阪工業大学があるため学生が多く住んでいる。公共施設などは大宮南部・中宮南部に東の国道1号から西の城北筋まで東西に設置されている。淀川右岸側へは豊里大橋、菅原城北大橋、赤川鉄橋（2013年に歩行者通路使用停止）が架かっている。
人口は1960年（昭和35年）には14万人を超えていたが、それ以降から2015年（平成27年）までは年々減少している。全人口の内65歳以上の割合は28.9%と大阪市内の区で4番目に高い。木造建築物が比較的多く、重点密集市街地が存在する市町村の1980年（昭和55年）以前木造住宅密度は、全国の自治体の中で上位5位である。また、周辺地域と比べて戦時の被害を受けていないため戦前の建築物が多く、特に1937年、千林に建てられた2階建の長屋は、2010年に大阪市都市景観資源に指定され、現在も根強く残っている。

### 区名の由来
「日の出ずる東部」を意味するとともに、「旭日昇天」の勢いで将来の発展が約束されるということに由来する、いわば瑞祥地名である。分区前の命名案としては「南淀川区」という案が出たものの、異論が出たことで撤回。次に城東区や城北区という案が出たものの、東成郡時代に同一名称の村名があり、一エリアを指す地名は、区名としてふさわしくないという理由から、旭に決まった経緯がある。

## 歴史

### 大阪市編入以前
森小路・新森付近は淀川と大和川から運ばれた土砂による堆積地であったため、ムラが確立され人が住み始めていた。そこでは、弥生土器・類似の土師器・釜を使用して焼いた須恵器・製塩土器が発掘され、出土品は現在旭区民センターの郷土資料室で保管されている。また、新森中央公園内にある森小路遺跡は1931年に発見され、そこに石碑が建てられている。大阪平野のかなりの部分が淀川と大和川の土砂で埋まっていき、出来上がった土地でも稲作が始まり、焼けた米粒・木製の鍬や杵・石包丁が採掘されていたため水田があると推測されているが、2016年現在発見されてない。しかし、森小路村落の北側の淀川は氾濫がよく起こったため農作物に大きな被害を及ぼしていた。
古墳時代では、長雨が続くと、淀川や大和川の氾濫や大阪湾からの海水が逆流し、大きな被害を受けることがあった。当時、災害に対する備えを持たなかったため、仁徳天皇は治水工事を開始した。堤（茨田の堤）を建設するとともに、河の神に生贄を捧げることを決め、神のお告げによって武蔵国の強頸（こわくび、无邪志国造#子孫参照）と河内国の茨田連衫子（まむたのむらじころもこ）の2人が選ばれた。強頸は生贄として淀川に沈められたが、茨田連衫子は川にヒョウタンを投げ込み沈まなかったことからこの生贄が神の意志によるものでないとして、生贄をまぬがれた。また、強頸が没した場所は現在の千林周辺で、強頸絶間（こわくびたえま）として石碑が建てられている。

### 大阪市編入後
- 1925年（大正14年） 旭区域が東成区として大阪市に編入。
- 1928年（昭和3年） 旭区内で大阪市営バスの運行を開始。
- 1931年（昭和6年） 森小路遺跡を発見。
- 1932年（昭和7年） 10月1日 東成区から分離し誕生。
- 1941年（昭和16年） 旭警察署・旭税務署開設。
- 1943年（昭和18年） 大阪市22区制となり、4月1日に南部を城東区へ、西部を都島区へ分離。鴫野町弁天島（現在の中央区城見）を東区へ編入。
- 1957年（昭和32年）4月1日 トロリーバスの運行を開始。
- 1964年（昭和39年） 城北公園菖蒲園開園。
- 1968年（昭和43年） 旭消防署新庁舎落成。
- 1970年（昭和45年）6月15日 トロリーバスを廃止
- 1994年（平成6年） 旭スポーツセンター開設。
- 2000年（平成12年） 旭区民センター・芸術創造館開設、旭図書館移設。
- 2002年（平成14年） 城北市民学習センター・旭屋内プール開設。
- 2005年（平成17年）3月27日 赤バス旭ループの運行を開始。
- 2012年（平成24年） 旭区マスコットキャラクターのしょうぶちゃん誕生。
- 2013年（平成25年）4月1日 赤バス廃止に伴い「あさひあったかバス」の運用を開始。
- 2014年（平成26年） 城北市民学習センターを廃止（ただし、旭屋内プールは存続している）。

## 区域
- 赤川一 - 四丁目
- 生江一 - 三丁目
- 今市一・二丁目
- 大宮一 - 五丁目
- 清水一 - 五丁目
- 新森一 - 七丁目
- 千林一・二丁目
- 太子橋一 - 三丁目
- 高殿一 - 七丁目
- 中宮一 - 五丁目
- 森小路一・二丁目

### 区域名の由来
- 赤川

赤川村の地域に赤川寺と呼ばれる大寺院があり、その寺名に因んだことに由来し、天台宗の巨刹であった。
- 生江

なぎ（荒生）と呼ばれた大字の中を、南北に流れる江が存在したことに由来し、「荒生江」の「荒」を除いて生江とした。
- 中宮

1925年の大阪市編入の際、隣の大字江野との関係からその地に存在する大宮八幡宮に対し、中宮としたことに由来。
- 大宮

昭和初期まで町域内の旧南島町に所在し、南島・森小路・今市・千林・貝脇・江野・中宮・生江・友渕・内代の各町を氏地とした大宮八幡宮の社名に由来。
- 森小路

古来からこの地域一帯に榎樹などが繁茂し森を成し、小路が通っていたことに由来。
- 千林

森小路や森口（守口）に隣接する樹林地帯で千林村に由来。
- 清水

産土神清水神社（八幡大神宮）の社名に由来。
- 太子橋

1971年（昭和46年）の住居表示実施以前、この地は豊里町・橋寺町と呼ばれており、豊里町はかつて聖徳太子（豊里太子）が寺院を建てるためここで休息され、「聖徳太子」の命名に由来。
- 今市

東成郡古市郷のうちにあり、本郷古市に対し京街道沿いの物資集散の要衝として今市の名を冠せられたことに由来。

## 隣接する自治体・行政区
大阪市の行政区
- 東淀川区
- 都島区
- 城東区
- 鶴見区

自治体
- 守口市

## マスコットキャラクター

しょうぶちゃんが描かれた一旦停止の路面表示

マスコットキャラクターの「しょうぶちゃん」は、2012年（平成24年）10月に旭区80周年記念として公募により決定された。旭区の花のハナショウブをモチーフで、首に巻いているマフラーは淀川をイメージし、胸に「あさひ」のマークをつけている。

## 交通
Osaka Metro谷町線・今里筋線、京阪電気鉄道京阪本線は中央・東部に位置し、西端にJRおおさか東線城北公園通駅が存在する。また、西部は城北公園通に大阪シティバス34号系統が走行しており、大阪駅や梅田へ乗り換えなしでアクセス可能であることから、事実上、地下鉄谷町線の下位互換路線として位置付けられているため、終日にわたり本数も多く、市バスの中で平成22年度の全日利用客は最多の系統でもある。

### 鉄道
京阪電気鉄道
- ■ 京阪本線
  - （城東区）- 森小路駅 - 千林駅 -（守口市）

大阪市高速電気軌道 (Osaka Metro)
-  谷町線
  - （都島区）- 関目高殿駅 - 千林大宮駅 - 太子橋今市駅 -（守口市）

-  今里筋線
  - （城東区）- 新森古市駅 - 清水駅 - 太子橋今市駅 -（東淀川区）

太子橋今市駅の所在地は旭区とされているが、守口市に跨っており、谷町線ホームの大部分と今里筋線ホーム全体が守口市内にあるなど、大部分の施設が守口市側に設けられている。
西日本旅客鉄道（JR西日本）
-  おおさか東線
  - （東淀川区）- 城北公園通駅 -（城東区）

### バス
- 大阪シティバス
- あさひあったかバス

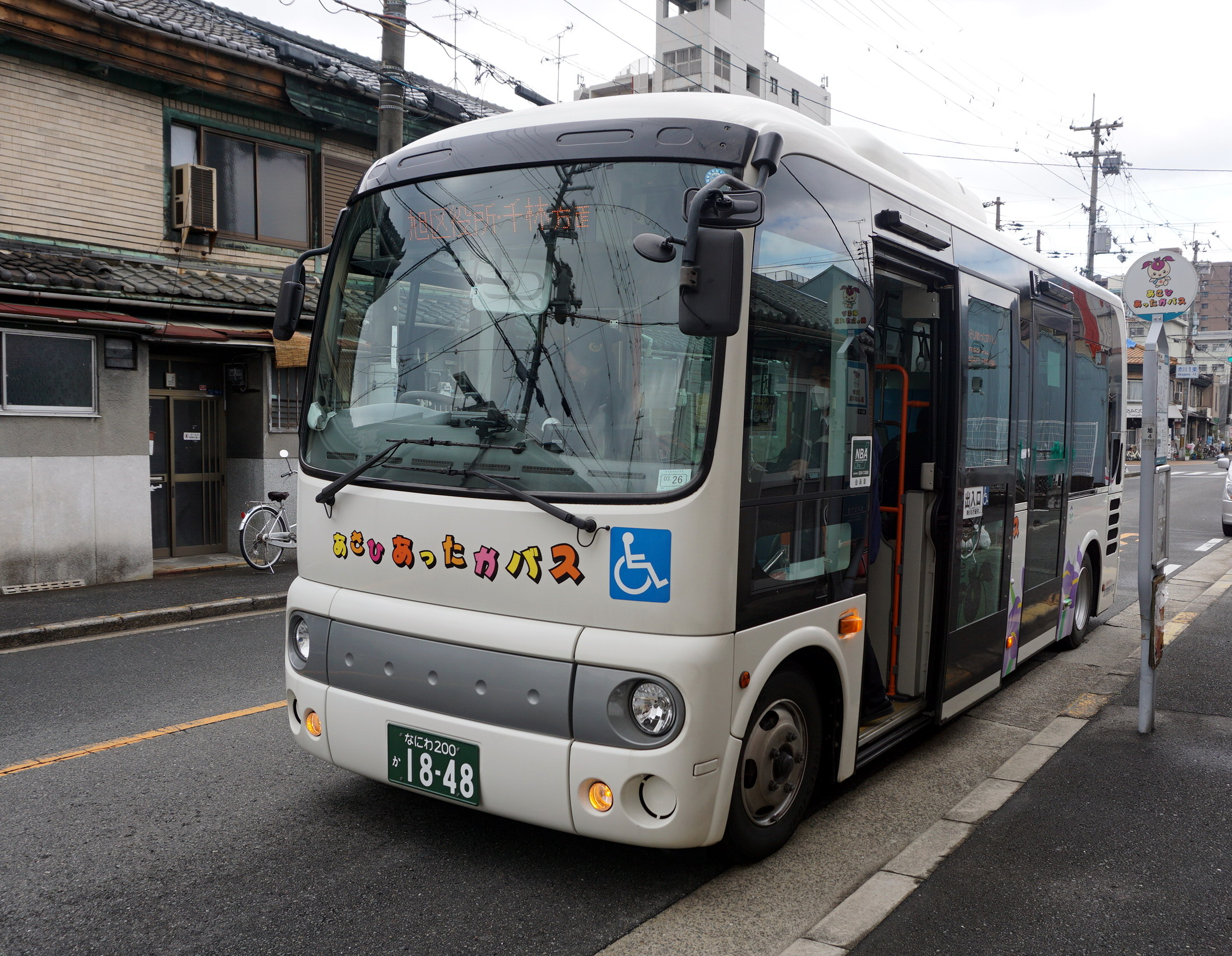
あさひあったかバス

「あさひあったかバス」は2013年4月1日から大阪市営バス赤バス旭ループの代替として北港観光バスにより運行されている。赤バスの全系統廃止後、現在も代替として運行しているのは旭ループが唯一である。

### 道路
- 阪神高速道路
  - 12号守口線：城北出口 - 森小路ミニPA - 森小路出入口
- 城北公園通
- 都島通
- 国道163号
- 大阪市道赤川天王寺線
- 城北筋
- 菅原城北大橋（淀川に架かる橋、対岸は東淀川区）
- 国道1号
- 内環状線（国道479号）

## 公共施設など
- 旭警察署
- 大阪旭郵便局
- 旭区民センター
- 旭図書館

## 教育

### 大学
- 大阪工業大学

### 高等学校
- 大阪府立旭高等学校
- 大阪府立淀川工科高等学校
- 常翔学園高等学校

### 中学校
- 大阪市立旭陽中学校
- 大阪市立大宮中学校
- 大阪市立旭東中学校
- 大阪市立今市中学校
- 常翔学園中学校

### 小学校
- 大阪市立清水小学校
- 大阪市立古市小学校
- 大阪市立大宮小学校
- 大阪市立高殿小学校
- 大阪市立大宮西小学校
- 大阪市立生江小学校
- 大阪市立城北小学校
- 大阪市立新森小路小学校
- 大阪市立太子橋小学校
- 大阪市立高殿南小学校

### 特別支援学校
- 大阪府立思斉支援学校
- 大阪府立光陽支援学校

### 文部科学省認可外の教育施設
- 大阪聖書学院

## 観光地・施設
- 城北公園（菖蒲園）
- 城北ワンド
- 大阪市立旭図書館
- 赤川鉄橋
- 京街道
- 大宮神社
- 八幡大神宮
- 日吉神社
- 森小路遺跡碑
- 旭公園
- 重誓寺
- 千人塚
- 寶龍寺

### 商店街

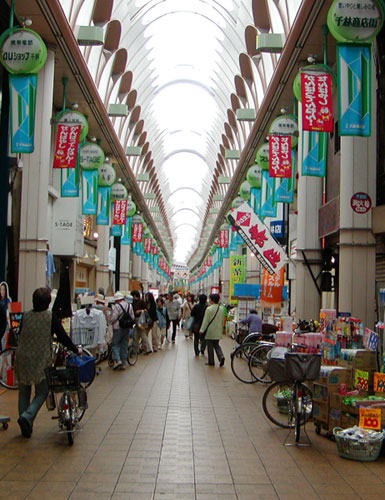
千林商店街

- 千林商店街
- 千三商店会
- 千林駅前あじな商店会
- 千林大宮商店街
- 今市商店街
- 森小路京かい道商店会
- 森小路商店会
- 新森商店会
- 赤川商店会
- 城北商店街

## 旭区に本社を置く企業
- 寺西化学工業（『マジックインキ』の製造・販売元。隣の守口市にも工場がある）
- 日本タクシー
- 北港観光バス
- 大阪運輸倉庫
- R1タカハシ
- 金紋ソース本舗（お好み焼きソースの製造・販売）
- ミックジャパン（ドラッグストア「ドラッグミック」を運営する企業）
- 三和綜合コンサル（補償コンサルタント）
- 桝谷株式会社
- 大日防蝕化工株式会社
- スターライト工業株式会社
- 旭東電気 - 2020年4月現在、民事再生法申請中

かつて旭区に本社を置いていた企業
- オンワード樫山（2014年1月10日、旭区にあった都島オペレーションセンターを閉鎖、同年1月14日港区に移行）
- 沢井製薬（2006年10月淀川区に移転）

旭区を発祥とする企業
- ダイエー（1957年9月23日、千林駅前に一号店を開店）
- 「赤のれん」（岡本商店）（マイカルの前身の一つ）

## 旭区の商業施設
- ライフ 高殿店・旭大宮店
- 食品館アプロ（カノー）新森店
- 万代 旭高殿店・新森店
- スーパーナショナル 森小路店
- コノミヤ 赤川店
- ダイエーグルメシティ 旭店
- まるとく市場 高殿店
- マックスバリュ 太子橋店
- 阪急オアシス 高殿店
- サンディ 高殿店・新森店
- 千林くらしエール館

## 集合住宅

### 大規模マンション
- 淀川パークハウス
- 旭コーポ

### 住宅団地
- 都市再生機構中宮町団地
- 都市再生機構大宮町市街地住宅
- 市営赤川西住宅
- 市営生江住宅
- 市営今市住宅
- 市営大宮住宅
- 市営城北住宅
- 市営太子橋住宅
- 市営高殿住宅
- 市営高殿北住宅
- 市営高殿西住宅
- 市営高殿南住宅
- 市営中宮住宅

## 出身有名人
- 青芝フック（タレント）
- 安藤忠雄（建築家）
- 石田英司（毎日放送社員、元同社報道局社会部デスク）
- 藤川貴央（ラジオ大阪アナウンサー、元福島テレビアナウンサー）
- 村川絵梨（歌手 = BOYSTYLEメンバー、女優）
- タージン（タレント）
- 桂坊枝（落語家）
- 松坂健太（プロ野球選手）
- 八木さおり（女優）
- 橘家圓三（落語家）
- 三島ゆかり（タレント）
- 笑福亭伯枝（落語家）
- 初音（歌手）
- 松井千士（ラグビー選手）
- 石井誠一（芸人 = さや香）

## 旭区が主催する主なイベント
- 旭区民音楽祭
旭区役所と旭区民センター、有志による実行委員会が主催する音楽イベント
- 旭リリオコンサート
旭区民合唱団リリオの定期演奏会
- 城北公園フェア